# Oktoza
Oktoza (od st.grč.  ὀκτώ, oktṓ i lat. octō: osam + lat. -osus: šećer) je vrsta jednostavnih šećera. U molekuli sadrži osam atoma ugljika. Nalazimo ga u lipopolisaharidima u bakterijskim staničnim stijenkama.
Kemijske je formule C8(H2O)8 ili C8H16O8. 
Ovisno od položaja funkcionalnih skupina razlikujemo ketooktoze i aldooktoze.
Aldooktoze imaju šest kiralnih središta što daje mogućnost tvorbe 64 stereoizomera (2 (6), koji se razlikuju po položaju hidroksilnih skupina odnosno asimetričnog atoma ugljika. 
Ketooktoze imaju pet kiralnih središta što daje mogućnost 32 moguća različita stereoizomera.
Javlja se kod razgranatih monosaharida (ervinioza: 3,6,8-trideoksi-4-C-[(R)-1-hidroksietil-D-gulo-oktoza)